# Diastata basdeni
Diastata basdeni är en tvåvingeart som beskrevs av Toyohi Okada 1966. Diastata basdeni ingår i släktet Diastata och familjen sumpskogsflugor.
Artens utbredningsområde är Nepal. Inga underarter finns listade i Catalogue of Life.